# Ternay (Vienne)
Ternay é uma comuna francesa na região administrativa da Nova Aquitânia, no departamento de Vienne. Estende-se por uma área de 10,05 km². Em 2010 a comuna tinha 190 habitantes (densidade: 18,9 hab./km²).